# Lounaisparken

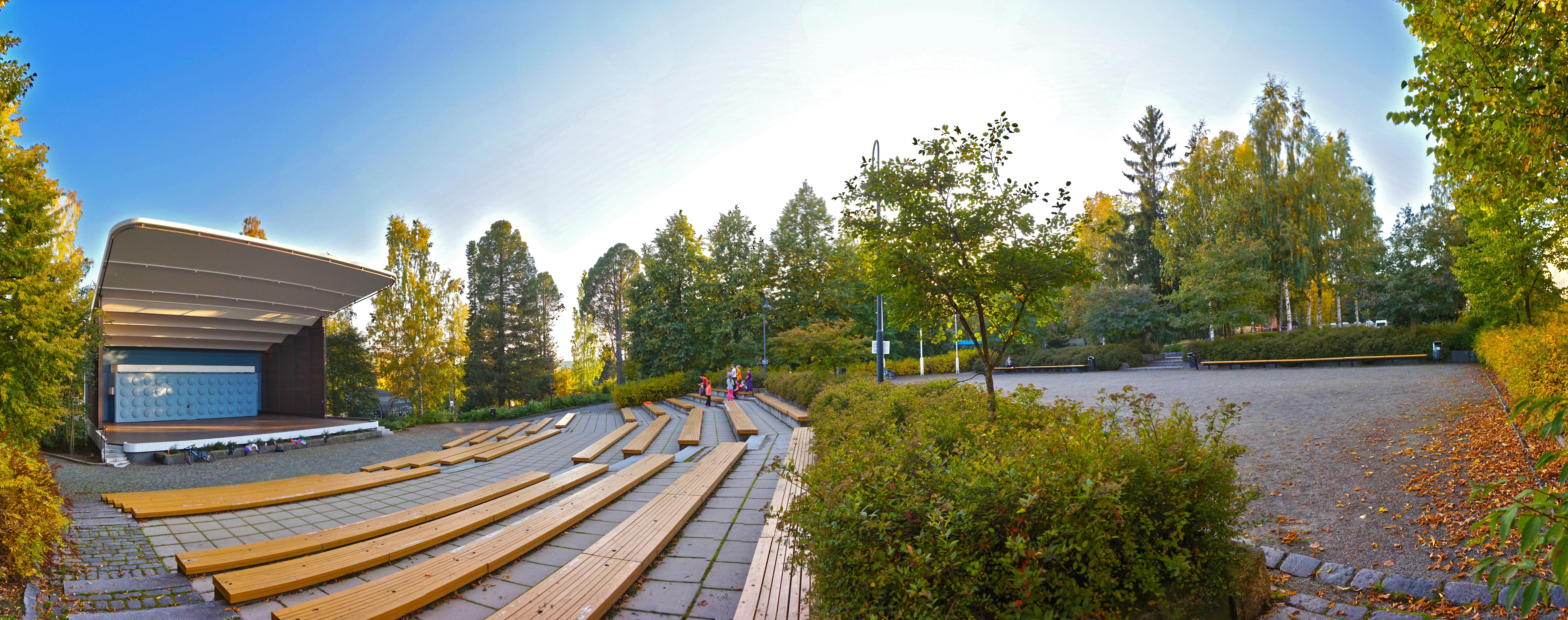
Lounaisparken i september 2017.

Lounaisparken är en park från 1800-talet i Jyväskylä centrum i landskapet Mellersta Finland. 